# Matthias Alexander Castrén

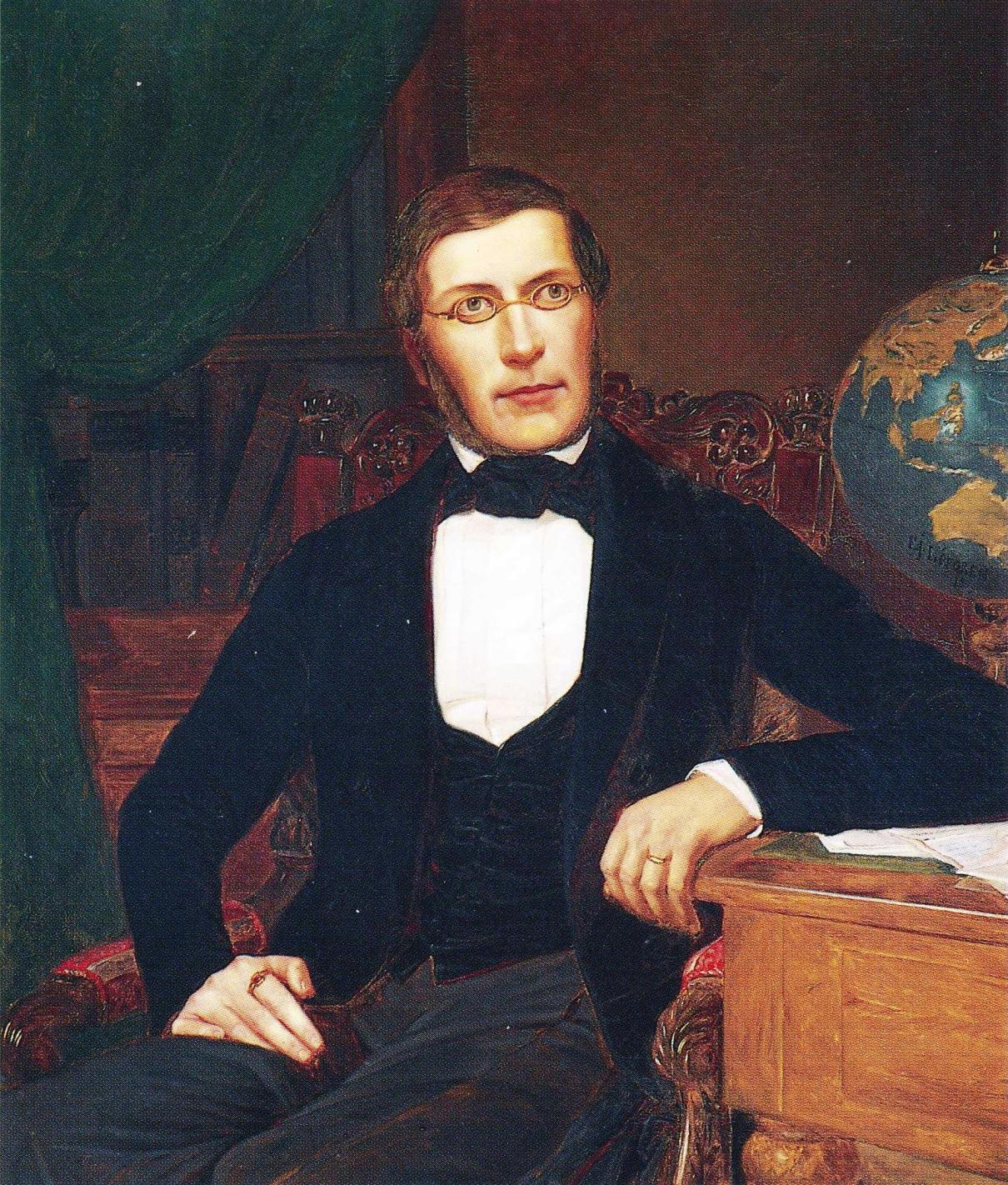
Matthias Alexander Castrén

Denkmal für Castrén in Helsinki

Matthias Alexander Castrén (* 2. Dezember 1813 in Tervola / Finnland; † 7. Mai 1852 in Helsinki) war ein finnischer Philologe und Ethnologe. Er gilt als der Begründer der wissenschaftlichen Beschäftigung mit den uralischen Sprachen.

## Ausbildung
Matthias Alexander Castrén wurde in eine finnlandschwedische Familie geboren. Sein Vater Christian Castrén († 1825) war Pfarrer im Kirchspiel Rovaniemi. Matthias wurde von seinem Onkel Mathias Castrén erzogen und ging in Oulu in eine finnischsprachige Schule.
1828 begann er das Studium des Altgriechischen und Althebräischen an der Universität Helsinki. Nachdem er ursprüngliche Pläne einer theologischen Karriere aufgegeben hatte, widmete er sich immer mehr dem Studium der finnischen Sprache. Schon während seiner Studienzeit begann er auch an einer Arbeit zur finnischen Mythologie zu schreiben. 1836 schloss er sein Studium ab.

## Forschungsreisen
Bereits im selben Jahr bereiste Castrén mit seinem Freund, dem Mediziner Dr. Ehrenström, als Sprachwissenschaftler und Philologe Lappland sowie 1839 Karelien. 1841 gab er die erste Übersetzung des finnischen Nationalepos Kalevala ins Schwedische heraus. Von 1841 bis 1844 besuchte er mit Elias Lönnrot die finno-ugrischen Völker in Nord-Russland jenseits des Urals. 1844 erschienen Castréns Elementa grammatices Syrjaenae über Komi und Elementa grammatices Tscheremissae über Mari. Sie waren bahnbrechende Arbeiten zur Erforschung der finno-ugrischen Sprachen in Russland.
1844 promovierte er zum Dr. phil. Obwohl Castréns Lunge gesundheitlich angeschlagen war, machte er sich auf Empfehlung Andreas Johan Sjögrens mit Unterstützung der St. Petersburger Akademie der Wissenschaften und der Universität Helsinki von 1845 bis 1848 erneut auf eine Forschungsreise nach Sibirien auf. Als Ergebnisse publizierte Castrén den Versuch einer ostjakischen Sprachlehre nebst kurzem Wörterverzeichnis (1849) (über das Chantische) und De affixis personalibus linguarum Altaicarum (1850).

## Professur in Helsinki
1851 wurde er zum ersten Professor des neugeschaffenen Lehrstuhls für finnische Sprache und Literatur an der Universität Helsinki ernannt. Er starb allerdings bereits im darauffolgenden Jahr an Tuberkulose. Die Arbeiten an einer samojedischen Grammatik blieben unvollendet. Zwischen 1852 und 1858 erschienen postum Reseminnen från åren 1838-1844, Reseberättelser och bref åren 1845-1849, Föreläsningar i finsk mytolog, Ethnologiska föreläsningar öfver altaiska folken und Smärre afhandlingar och akademiska dissertationer. In deutscher Sprache erschien zwischen 1853 und 1862 die von Franz Anton Schiefner herausgegebene zwölfbändige Gesamtausgabe Nordische Reisen und Forschungen von Dr. M. Alexander Castrén.
Castrén war verheiratet mit Lovisa Natalia Tengström (1830–1881), deren Vater, Erzbischof Johan Jakob Tengström, Professor für theoretische und praktische Philosophie war.
1921 wurde Castrén ein Denkmal in Helsinki in unmittelbarer Nähe des finnischen Nationalmuseums errichtet.

## Würdigung
Matthias Alexander Castrén war einer der Wegbereiter der Uralistik und bedeutender Sprachforscher und Ethnologe. Er hat den Grundstein einer wissenschaftlichen Befassung von Sprache, Brauchtum und Mythologie der finno-ugrischen und samojedischen Völker gelegt.

## Schriften (Auszug)
- Nordische Reisen und Forschungen. 12 Bände. Kaiserliche Akademie der Wissenschaften, St. Petersburg 1853–1858.
- Reisen in Taiga und Tundra. Aus dem Schwedischen von Henrik Helms. Herausgegeben von Klaus-Jürgen Liedtke. Friedenauer Presse, Berlin 2022, ISBN 978-3-7518-0629-9